# Василь (Гопко)
Василь Гопко (словац. Vasiľ Hopko, 21 апреля 1904 — 23 июля 1976) — церковный и культурный деятель в Западном Подкарпатье, епископ-помощник Прешевской епархии Словацкой грекокатолической церкви. Блаженный.

## Биография
Родился в селе Грабское (ныне в Словакии). В 1934 году основал приход Русинской грекокатолической церкви в Праге, где с 1945 года издавал журнал «Благовестник». С 1947 года — епископ-помощник Прешевской епархии. В 1950—1964 годы — в заключении. В 1968—1969 годы участвовал в восстановлении Прешевской епархии.
Умер в городе Прешов (ныне Словакия). Провозглашен блаженным 14 сентября 2003 года Папой Иоанном Павлом II в Братиславе.